# Баскські гори
Баскські гори (баск. Euskal Herriko arkua, ісп. Montes Vascos, фр. Montagnes basques) — гірський хребет на півночі Іспанії. Найвища точка — вершина Айчурі (1551 м у масиві Айскоррі.
Геологічно Баскські гори складені вапняками. Розташовані на схід від Кантабрийских гір і на захід від Піренейських. За будовою схожі з Кантабрійськими, з більш м'якими обрисами вершин і схилів, і вважаються їх східною частиною, але в деяких джерелах виділяються в окрему гірську систему.
Хребет є вододілом Середземного моря і Біскайської затоки. На схилах гір поширені бук, дуб, береза. Як і увесь ланцюг Кантабрійських гір, Баскські гори відокремлюють посушливу Месету і Зелену Іспанію. В горах створені природоохоронні території.
Сніговий покрив навіть взимку нестабільний. Циклони з Біскайської затоки часто викликають його танення, що призводить до повеней в північній частині провінції Алава.

## Ресурси Інтернету
- Peakbagger.com [Архівовано 18 січня 2022 у Wayback Machine.]